# Cozumel-Erntemaus

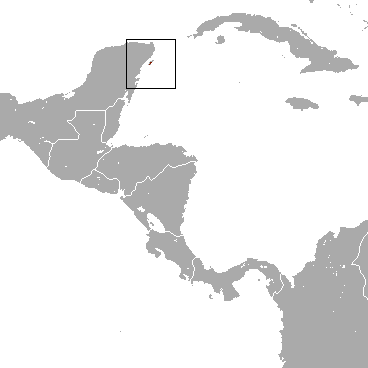
Lage von Cozumel mit Kasten markiert

Die Cozumel-Erntemaus (Reithrodontomys spectabilis) ist ein auf der mexikanischen Insel Cozumel endemisches Nagetier in der Gattung der Erntemäuse. Die Art hat sich vermutlich aus einer isolierten Population der Zierlichen Erntemaus (Reithrodontomys gracilis) gebildet.

## Merkmale
Dieses Tier ähnelt der Zierlichen Erntemaus im Körperbau und Färbung. Mit einer Kopf-Rumpf-Länge von 76 bis 95 mm, einer Schwanzlänge von 124 bis 138 mm und einem Gewicht von 14 bis 23 g ist sie größer. Es sind etwa 22 mm lange Hinterfüße und 16 bis 18 mm lange Ohren vorhanden. Auf Cozumel ist die Weißfußmaus (Peromyscus leucopus) größer. Sie hat einem im Verhältnis zum Körper kürzeren Schwanz, der unterseits heller ist. Bei der Coues-Reisratte (Oryzomys couesi) sind die Ohren nicht nackt.

## Verbreitung und Lebensweise
Diese Erntemaus wurde vereinzelt und verstreut auf Cozumel registriert. Die Trennung der Populationen hat zu kleinen genetischen Abweichungen geführt. Die meisten Funde stammen von Waldrändern, die durch einen dichten Unterwuchs und Kletterpflanzen gekennzeichnet sind.
Die nachtaktive Cozumel-Erntemaus klettert zeitweise im Unterwuchs. Sie reagiert schon auf 3 Meter breite Schneisen empfindlich. Der Ruf besteht aus zwei pfeifenden Tönen mit unterschiedlicher Frequenz.

## Gefährdung
Die Exemplare werden von eingeführten Beutegreifern wie Hund, Katze und Abgottschlange gejagt. Weiterhin wirken sich Waldrodungen negativ aus. Einige Tiere sterben im Zusammenhang mit Hurrikans. Alle Populationen zusammen ergeben vermutlich weniger als 200 erwachsene Individuen. Die IUCN listet die Art als akut gefährdet (critically endangered).